# Sveriges krig mot Storbritannien

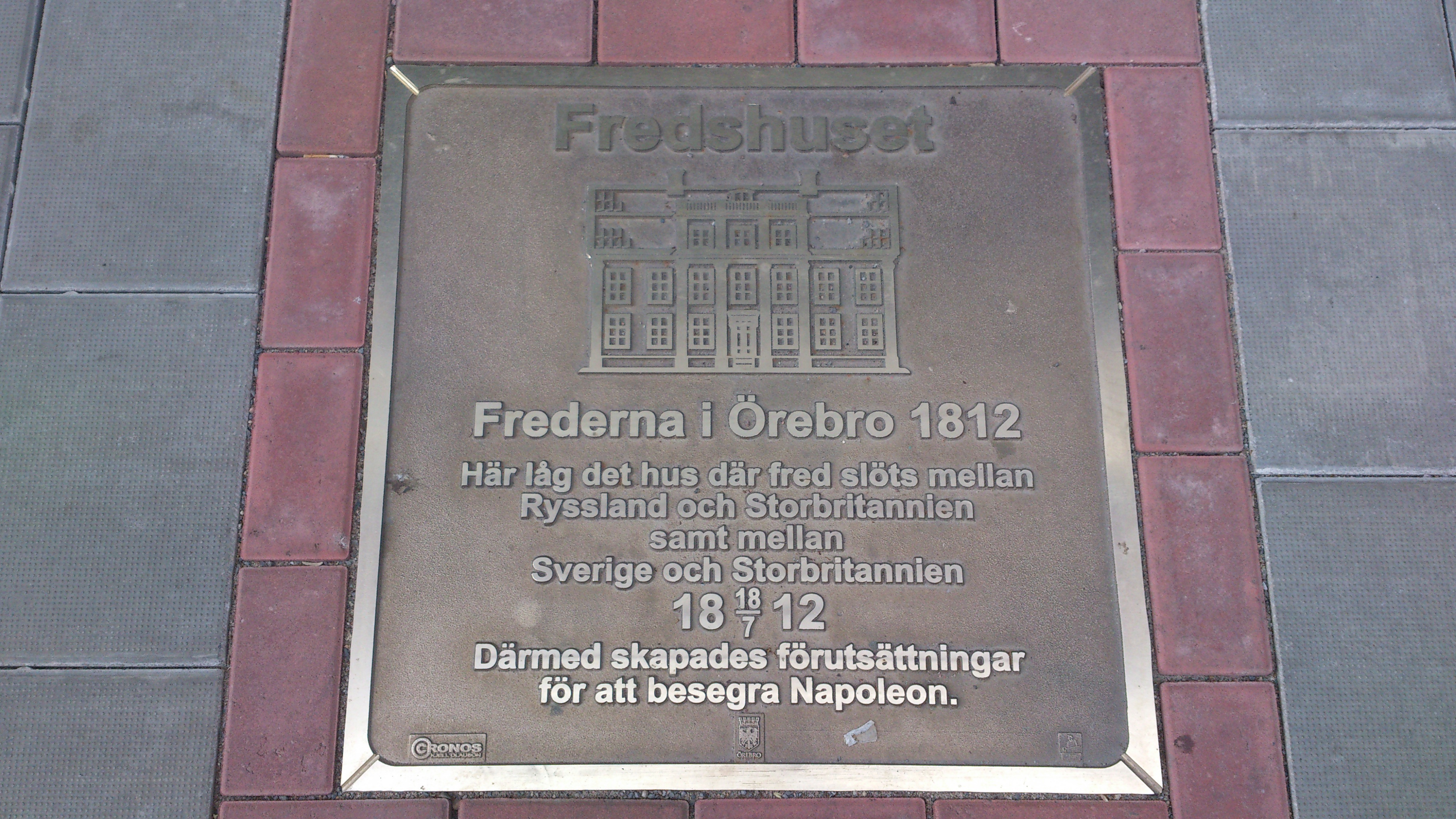
Minnesplatta från 2012, över freden i Örebro 1812, utformad av Kjell Olauson

Kriget mot Storbritannien var en del av Napoleonkrigen. Kriget, där inte ett enda skott avlossades, pågick mellan Sverige och Storbritannien åren 1810–1812. Kriget avslutades genom Freden i Örebro.

## Bakgrund
Efter det Pommerska kriget 1805–1807, där Sverige stod som förlorare, och den påföljande freden i Paris 1810, tvangs Sverige in i kontinentalsystemet, som var en handelsblockad mot Storbritannien. Eftersom Storbritannien var Sveriges största handelspartner blev det ett stort problem, även om handeln fortsatte genom smuggling. De brittiska fartygen kom och gick mest under amerikansk flagg, och de svenska seglade under brittisk konvoj.
Frankrike tröttnade så småningom på den svenska oförmågan att upprätthålla handelsblockaden. Via den franske ambassadören Charles Jean Marie Alquier överlämnades därför den 13 november 1810 ett ultimatum till den svenska regeringen:
Sverige var inom fem dagar tvunget, att:
- förklara krig mot Storbritannien
- beslagta alla brittiska fartyg i svenska hamnar
- beslagta alla brittiska produkter och kolonialvaror i Sverige.

Om inte Sverige uppfyllde de franska kraven skulle Frankrike och dess allierade förklara krig mot Sverige. Den 17 november gav den svenska regeringen efter för de franska kraven och förklarade krig mot Storbritannien. Men innan krigsförklaringen utfärdades hade den svenska regeringen överenskommit med britterna att det skulle bli krig blott på papperet. En livlig handel fortsatte att bedrivas över Göteborg. Dagligen gick svenska fartyg därifrån ut till skärgården för att förse britterna med vatten och andra livsförnödenheter och återkom lastade med kolonialvaror samt engelska industrivaror. Fast för syns skull måste de svenska myndigheterna en och annan gång anställa en konfiskering.
Sin skyldighet att stänga Östersjön för brittiska fartyg fullgjorde svenska regeringen genom att stationera några kanonbåtar i Öresund. Sedan gick britterna inte längre dit utan tog vägen genom stora Bält.
Några krigshandlingar mellan länderna förekom inte. Storbritannien tilläts till och med förlägga fartyg i Hanö, som utan motstånd "ockuperats" av amiral Saumarez flottenhet i inledningen av 'konflikten'. Genom ockupationen av Hanö kunde britterna fortsätta störa franskvänlig handel i Östersjön trots den officiella utestängningen från svenska hamnar.
Den enda blodsutgjutelsen under kriget skedde den 15 juni 1811 när generalmajoren Hampus Mörner med 140 man ur Mörnerska husarregementet skulle skingra en grupp bönder vid Klågerup i Skåne, som protesterade mot soldatutskrivningen. I Klågerupskravallerna dödades 30 bönder av Mörners soldater.
När Jean Baptiste Bernadotte, den blivande kung Karl XIV Johan, valdes till kronprins av Sverige försämrades relationerna med Frankrike. Snart kom det också till Napoleons öron att smyghandeln mellan England och Sverige pågick som förut, och att inte ett skott lossades i det "krig" han befallt. Han svarade med att på nyåret år 1812  besätta Svenska Pommern och Rügen med franska trupper. Efter detta sände Sverige fredstrevare till Storbritannien för att avsluta kriget. 
Efter långdragna förhandlingar slöts Freden i Örebro. Fredsavtalet undertecknades den 18 juli 1812 i samband med 1812 års riksdag. Förhandlingarna skedde i det så kallade Fredshuset (rivet 1939).
När fredsavtalet slöts, befann sig Napoleon med sin stora här på det ryska fälttåget. Under detta fälttåg intogs Moskva, men det slutade ändå med ett snöpligt uttåg för Napoleon senare under hösten, eftersom försörjningen av armén ej kunde upprätthållas. Fälttåget blev början till slutet för Napoleons framgångar. Efter Sveriges "låtsaskrig" mot Storbritannien, sällade sig Sverige definitivt till Napoleons fiender genom att vara delaktig i det Sjätte koalitionskriget. Detta resulterade i Napoleons abdikation år 1814.

### Webbkällor
- Dick Harrison (7 november 2012). ”Hanös brittiska historia”. Svenska Dagbladet. http://blog.svd.se/historia/2012/11/07/hanos-brittiska-historia/.
- ”Explorer pays her respects to Navy’s Napoleonic heroes”. Royal Navy. http://www.royalnavy.mod.uk/News-and-Events/Latest-News/2013/July/02/130702-Explorer-Pays-Respects-in-Sweden.